# Ralph Allen Sampson
Ralph Allen Sampson, britanski astronom, * 25. junij 1866, † 7. november 1939.
Sampson je leta 1910 postal kraljevi astronom Škotske.